# Des Abbott
Des Abbott, född den 1 oktober 1986 i Darwin, Australien, är en australisk landhockeyspelare.
Han tog OS-brons i herrarnas landhockeyturnering i samband med de olympiska landhockeytävlingarna 2008 i Peking.